# Psathyrella trepida
Psathyrella trepida är en svampart som först beskrevs av Elias Fries, och fick sitt nu gällande namn av Claude-Casimir Gillet 1878. Psathyrella trepida ingår i släktet Psathyrella och familjen Psathyrellaceae.   Inga underarter finns listade i Catalogue of Life.